# مکی سال
مکی سال یا ماکی سال (به انگلیسی: Macky Sall) (زاده ۱۱ دسامبر ۱۹۶۱) رئیس‌جمهور سابق سنگال از آوریل ۲۰۱۲ تا آوریل ۲۰۲۴، نخست وزیر دولت عبدالله واده از سال ۲۰۰۴ تا ۲۰۰۷ و رئیس مجلس ملی سنگال از ۲۰۰۷ تا ۲۰۰۸ بوده است. وی دانش‌آموخته رشته زمین‌شناسی است.
مکی سال از سال ۲۰۰۰، در دولت عبدالله واده در پست‌های مختلف چون وزارت انرژی و معادن و وزارت آب و به عنوان شهردار فعال بوده است. وی که تحصیلات خود را در سنگال و فرانسه به انجام رسانده است، تا پیش از آن مدیر کل شرکت نفت سنگال بود.
وی با اعطای ریاست برگزاری اجلاس سران اسلامی در داکار در سال ۲۰۰۷، به کریم واده پسر عبدالله واده مخالفت کرد و همین مخالفت سرآغاز درگیری واده و سال شد. واده با تصویب قانونی از مدت ریاست مجلس کاست و عملاً مکی سال از ریاست مجلس کنار گذاشته شد.
در انتخابات ریاست جمهوری ۲۰۱۲ سنگال، مکی سال توانست با کسب ۶۵٫۸ درصد آراء بر عبدالله واده رئیس‌جمهوری وقت که ۱۲ سال قدرت را در دست داشت، پیروز شود. در سنگال بعد از اصلاحات سال ۲۰۱۹، انتخابات ریاست جمهوری هر ۵ سال یکبار برگزار می‌شود و تعداد دوره‌های ریاست جمهوری به دو دوره محدود شده‌است. 

## دیدگاه‌های سیاسی

### سیاست خارجی
در سال ۲۰۱۵، مکی سال تصمیم گرفت ۲۱۰۰ سرباز سنگالی را برای پیوستن به حمله نظامی به یمن اعزام کند. در ابتدا مشخص نبود که نیروهای سنگالی در کجا و با چه هدفی مستقر خواهند شد. این اقدام مکی سال گامی برای تقویت بیشتر روابط عربستان سعودی و سنگال تلقی می‌شد.
در ژانویه ۲۰۱۷، مکی سال، نیروهای سنگالی را برای مشارکت در مداخله نظامی اکوواس در گامبیا اعزام کرد.
تحت رهبری مکی سال، سنگال رویکردی بی‌طرفانه در مورد حمله روسیه به اوکراین در سال ۲۰۲۲ اتخاذ کرده است. وی با ولادیمیر پوتین رئیس‌جمهور روسیه در مسکو و رئیس‌جمهور اوکراین، ولودیمیر زلنسکی در کی‌یف دیدار کرده است.
در اوت ٢٠٢٣، سنگال به رهبری سال اعلام کرد که نیروهایش به هر‌گونه مداخله نظامی اکوواس در نیجر به‌دنبال بحران نیجریه ٢٠٢٣ خواهند پیوست.

### حقوق بشر
مکی سال ادعا می‌کند که حامی حقوق زنان است.
مکی سال از قوانین سنگال پیرامون همجنس‌گرایی دفاع کرده و گفته است که سنگال (به‌رغم اصرار بسیاری از رهبران جهان، به‌ویژه نخست‌وزیر کانادا، جاستین ترودو و باراک اوباما، رئیس‌جمهور سابق ایالات متحده)، هنوز آماده نیست که همجنس‌گرایی را جرم‌زدایی کند. او گفت که مردم سنگال بردبار هستند و همجنسگرا هراس نیستند. 
محبوبیت سال در سنگال از زمان اعتراضات مارس ۲۰۲۱ به‌طور پیوسته کاهش یافته است. او بیش از ۵۰۰ نفر از مخالفان خود را زندانی کرده است.
عثمان سونکو، رهبر وقت مخالفان سنگال و نخست‌وزیر کنونی سنگال، در ژوئیه ۲۰۲۳ دستگیر شد و حزب سیاسی وی توسط وزارت کشور و امنیت عمومی سنگال منحل شد.

### دین
مکی سال مسلمان است. او از آزادی‌های مذهبی حمایت می‌کند و با پاپ فرانسیس ملاقات کرده است.
سال با اسلامگرایی افراطی مخالف است.